# Schutztruppe

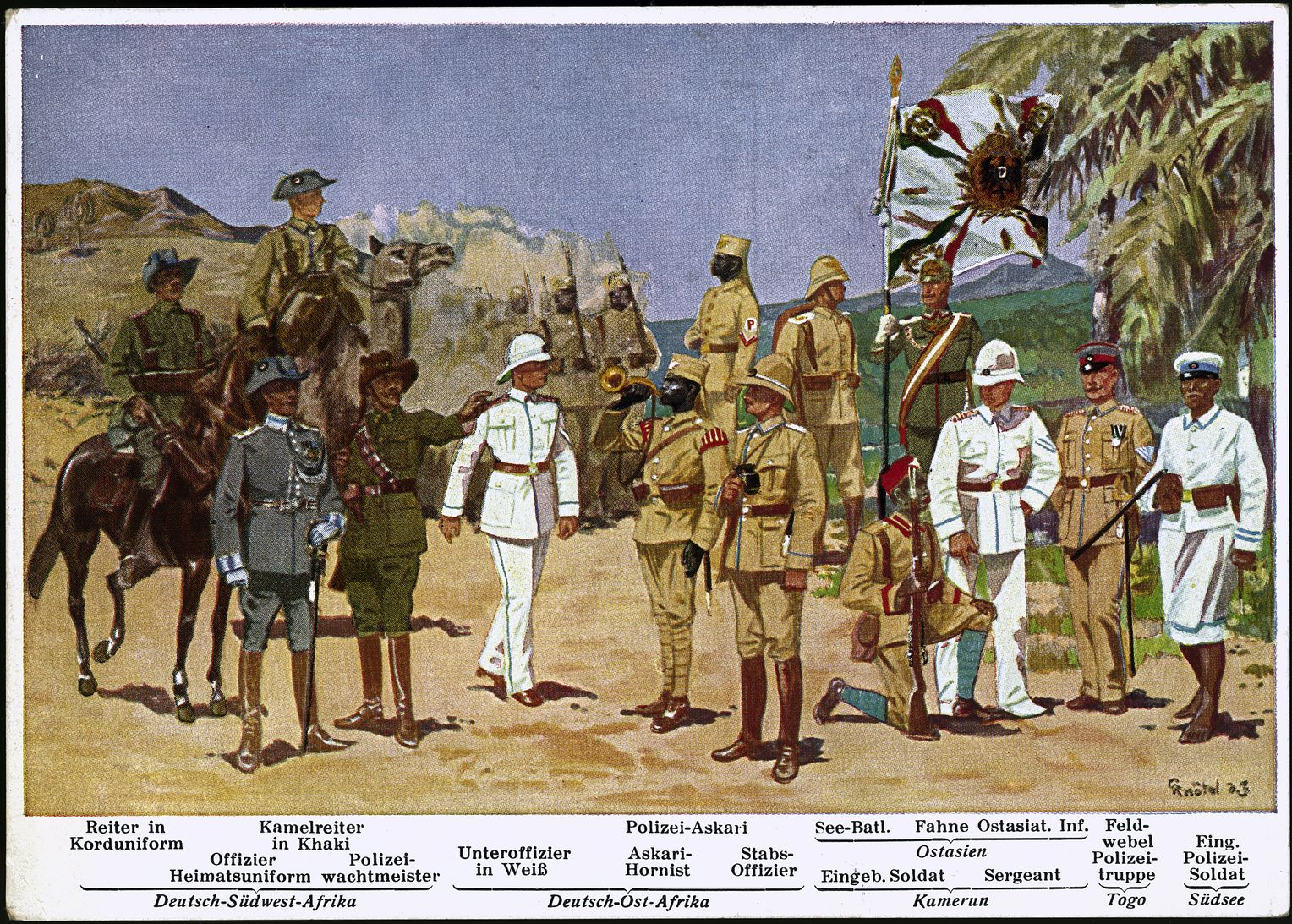
Bildertafel von Richard Knötel: Unsere Schutztruppen in Afrika

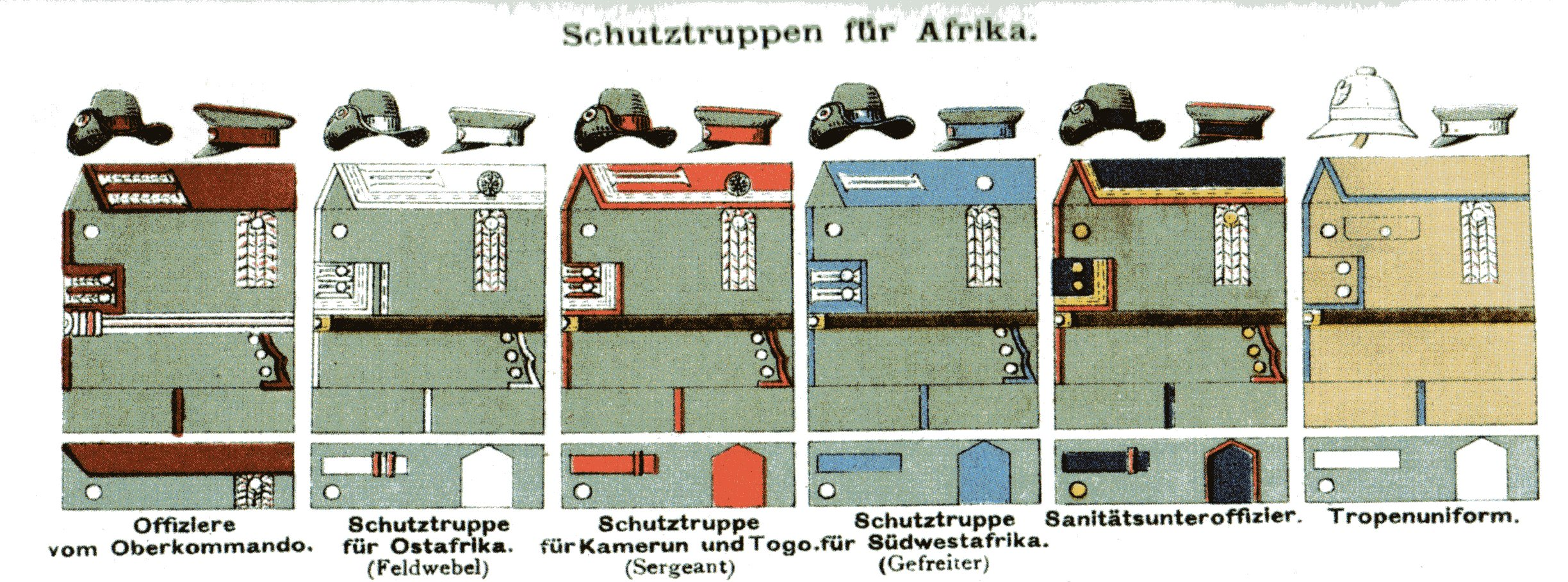
Uniformen der deutschen Schutztruppen, aus: Die Deutsche Armee, um 1912

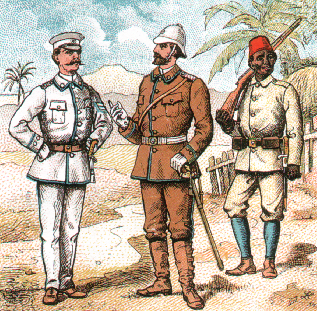
Angehörige der Ostafrika-Schutztruppe

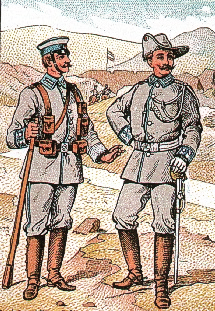
Angehörige der Schutztruppe für Südwest-Afrika

Schutztruppe war die offizielle Bezeichnung der militärischen Einheiten in den deutschen Kolonien in Afrika von 1891 bis zur verfügten Auflösung im Oktober 1919. Sie unterstanden bis 1896 dem Reichsmarineamt, ab 1896 der Kolonialabteilung des Auswärtigen Amts und seit seiner Gründung 1907 dem Reichskolonialamt. Der Begriff „Schutztruppe“ geht auf die Entscheidung des Reichskanzlers Otto von Bismarck zurück, für die erworbenen beziehungsweise eroberten Überseegebiete den Begriff „Schutzgebiet“ anstelle von Kolonie zu verwenden, weil es ihm um den Schutz des deutschen Handels mit und in den Kolonien ging.
In den deutschen Kolonien Deutsch-Ostafrika, Kamerun und Deutsch-Südwestafrika befanden sich eigene Schutztruppen, die die Aufrechterhaltung der öffentlichen Ordnung und Sicherheit im Inneren zur Aufgabe hatten. Zu ihren Aufgaben gehörte die Eroberung von nicht vertraglich erworbenen Kolonialterritorien, die Niederschlagung von Aufständen, Grenzsicherung und Sicherung von Expeditionen. Für eine Kriegsführung gegen andere koloniale Streitkräfte waren sie weder ausgebildet noch ausgerüstet.
In den Kolonialgebieten Deutsch-Neuguinea, Samoa und in Togo bestanden lediglich Polizeieinheiten, da hier kein umfangreicher Widerstand gegen die deutsche Kolonialmacht erwartet wurde. Das deutsche Militär im chinesischen Kiautschou bestand aus Marineinfanteristen der kaiserlichen Marine, da diese Kolonie dem Reichsmarineamt unterstellt war (siehe III. Seebataillon).

## Entstehung und Rechtsverhältnisse

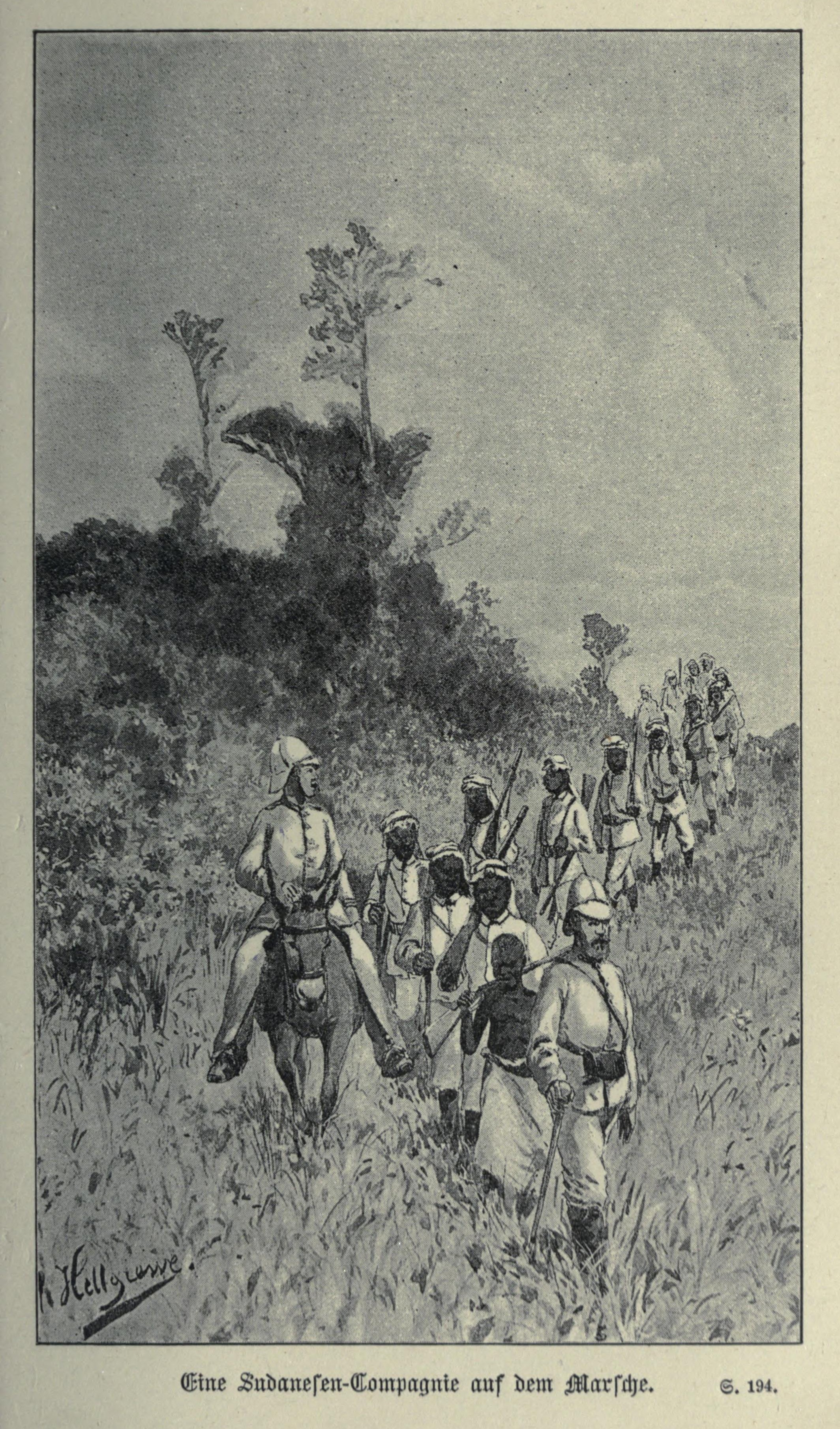
So stellte sich der Maler Rudolf Hellgrewe eine deutsche Sudanesen-Kompanie der Wissmann-Truppe vor

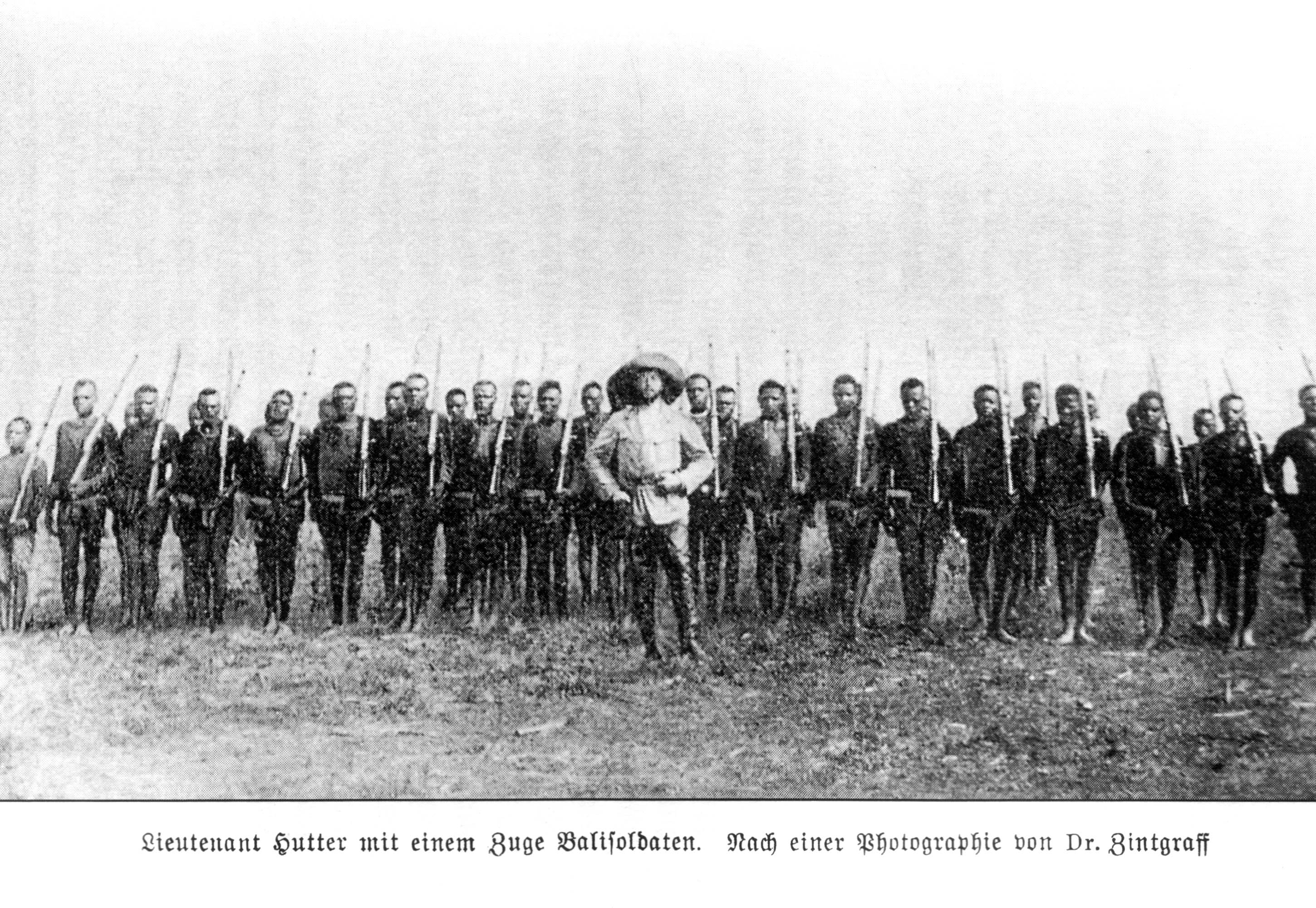
Balisoldaten in Kamerun (um 1890)

Die Schutztruppen entstanden in den deutschen Kolonien aus Einheiten, die ursprünglich entweder als Polizeitruppe oder als privatrechtliche Militärverbände verfasst waren.
- Ostafrika: Als 1888 im späteren Deutsch-Ostafrika der Aufstand der Küstenbevölkerung gegen Herrschaftsansprüche der Deutsch-Ostafrikanischen Gesellschaft ausbrach, die keine eigenen bewaffneten Kräfte unterhielt, reagierte die Reichsregierung zunächst mit der Schaffung der „Wissmanntruppe“, einer vom Reichskommissar Wissmann persönlich angeworbenen Söldnerarmee. Diese privatrechtliche Einheit wurde durch Reichsgesetz vom 22. März 1891 zur Schutztruppe für Deutsch-Ostafrika umgewandelt und zunächst dem Marineamt zugeordnet.
- Südwestafrika: die Deutsche Kolonialgesellschaft für Südwestafrika bildete eine kleine Polizeieinheit, die aber sich bereits 1889 nicht mehr gegen den Widerstand der Herero durchsetzen konnte. Daraufhin richtete das Reich eine eigene Polizeitruppe unter dem Hauptmann Curt von François ein. Diese wurde mit dem Gesetz vom 9. Juni 1895 in die Schutztruppe für Deutsch-Südwestafrika überführt.[3]
- Kamerun: Auch in Kamerun wurde zunächst 1891 eine Polizeitruppe aufgestellt, die mit dem Gesetz vom 9. Juni 1895 zur Schutztruppe umgebildet wurde.[4][5]

Die Schutztruppen bildeten einen vom Reichsheer und der kaiserlichen Marine unabhängigen Teil des Militärs des Deutschen Reiches unter dem Oberbefehl des deutschen Kaisers. Der örtliche Oberbefehl oblag dem Gouverneur, dem der Kommandeur der jeweiligen Schutztruppe unterstand. Mit Ausnahme von Deutsch-Südwestafrika bestanden diese Einheiten überwiegend aus einheimischen Soldaten unter dem Befehl von deutschen Offizieren und Unteroffizieren.
Die zusammenfassende Regelung der Rechtsverhältnisse der Schutztruppen in den afrikanischen Kolonien erfolgte durch das Reichsgesetz vom 7./18. Juli 1896 (Schutztruppengesetz).
1907 wurde die Verwaltung der Schutztruppe in das neu geschaffene Reichskolonialamt eingegliedert. Das Oberkommando der Schutztruppen war in der Mauerstraße 45/46 (Berlin-Mitte) untergebracht, in unmittelbarer Nähe des Reichskolonialamtes.

## Ostafrika

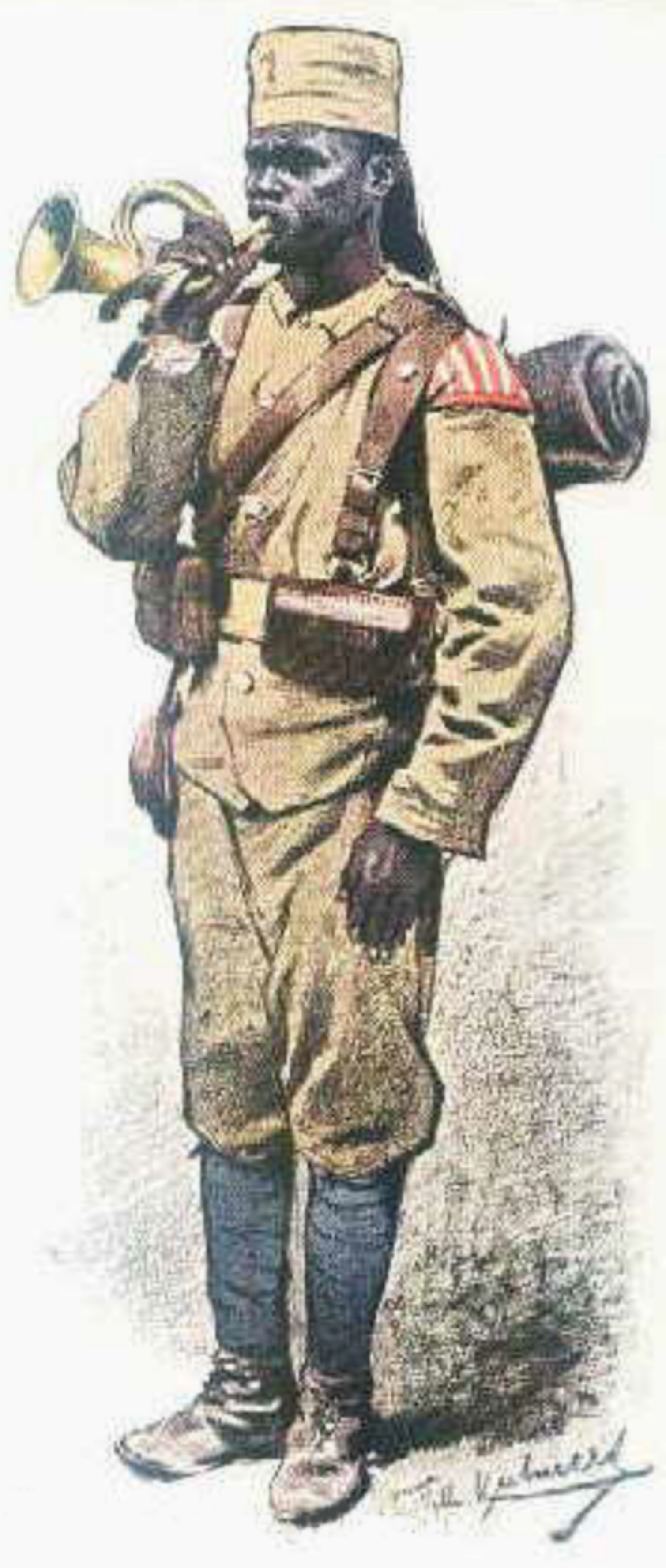
Askari-Trompeter der Schutztruppe in Deutsch-Ostafrika

Die Truppen setzten sich aus deutschen Offizieren, Sanitäts- und Veterinäroffizieren, Unteroffizieren und Beamten zusammen, die für diese Tätigkeit aus dem Heer ausschieden und mit der Option zur Rückkehr in den Dienst der Schutztruppe wechselten. Die Mannschaftsdienstgrade in Ostafrika waren anfangs mit Söldnern aus Sudan und Mosambik, später durchweg mit angeworbenen Einheimischen besetzt, die Askari genannt wurden. Es gab auch „farbige“ Unteroffiziere und Offiziere, die mit ägyptisch-osmanischen Rangbezeichnungen wie Schausch oder Effendi benannt wurden. Ferner wurde die Schutztruppe in Deutsch-Ostafrika gelegentlich durch einheimische Hilfstruppen ergänzt, den sogenannten Rugaruga.

## Südwestafrika
Die Schutztruppe für Deutsch-Südwestafrika bestand fast ausschließlich aus Soldaten des Heeres und der Marine (und auch Österreichern), die sich freiwillig aus ihren Regimentern für die Truppe gemeldet hatten. Hier gab es keine afrikanischen Soldaten. Vor der Verschiffung nach Afrika wurden die Freiwilligen auf deutschen Ausbildungsstützpunkten für ihre speziellen Aufgaben vorbereitet. Nach Kriegsausbruch kamen in geringem Umfang afrikanische Hilfstruppen für die Bewachung Kriegsgefangener zum Einsatz, so die „Kamerun-Kompanie“ und die „Baster-Kompanie“. Ferner wurde der Tross der Schutztruppe in Deutsch-Südwestafrika durch einheimische Hilfskräfte ergänzt, den sogenannten Bambusen.

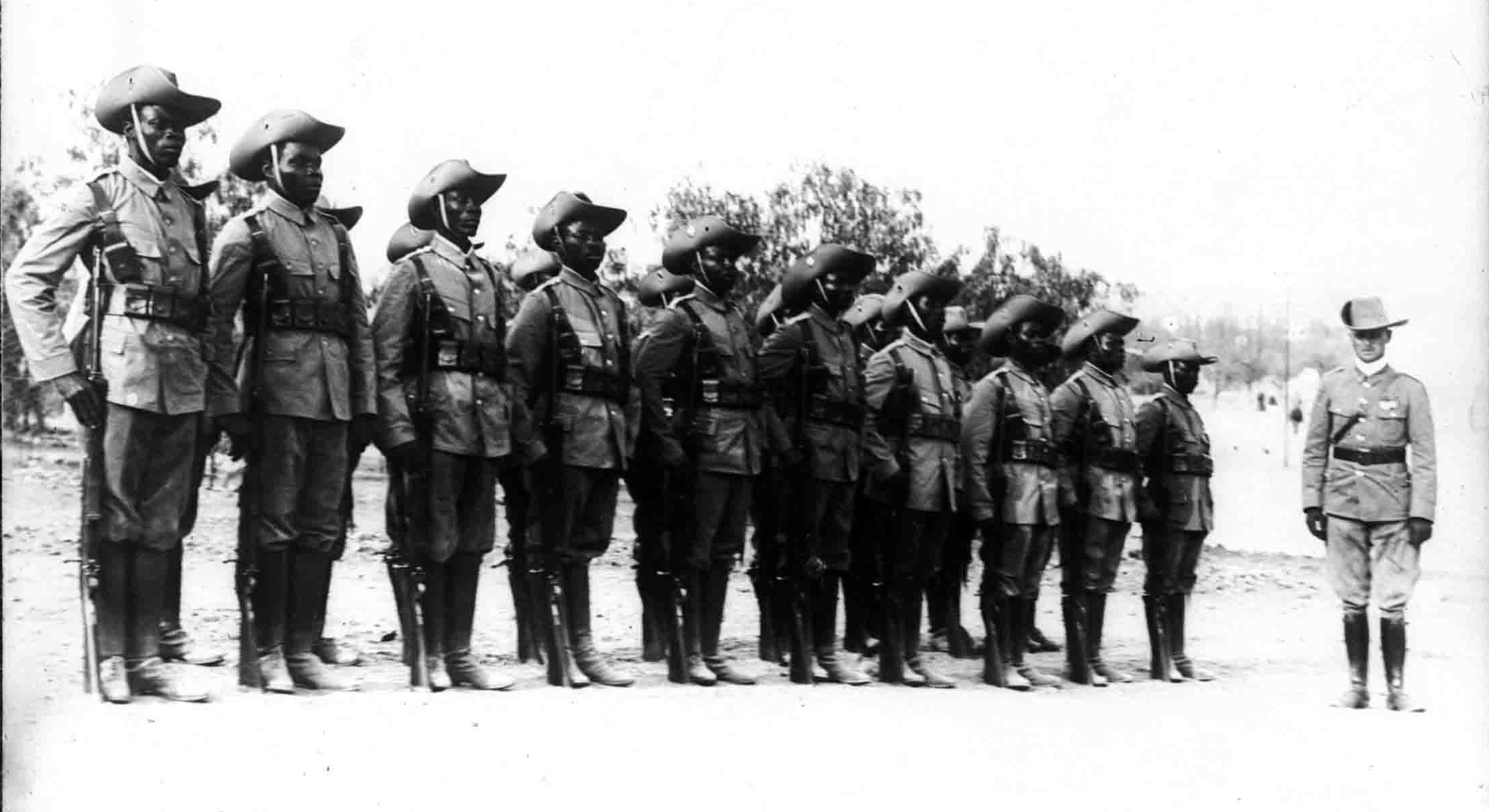
Abteilung der Kamerun-Kompanie in Südwestafrika, 1914/15

## Kamerun

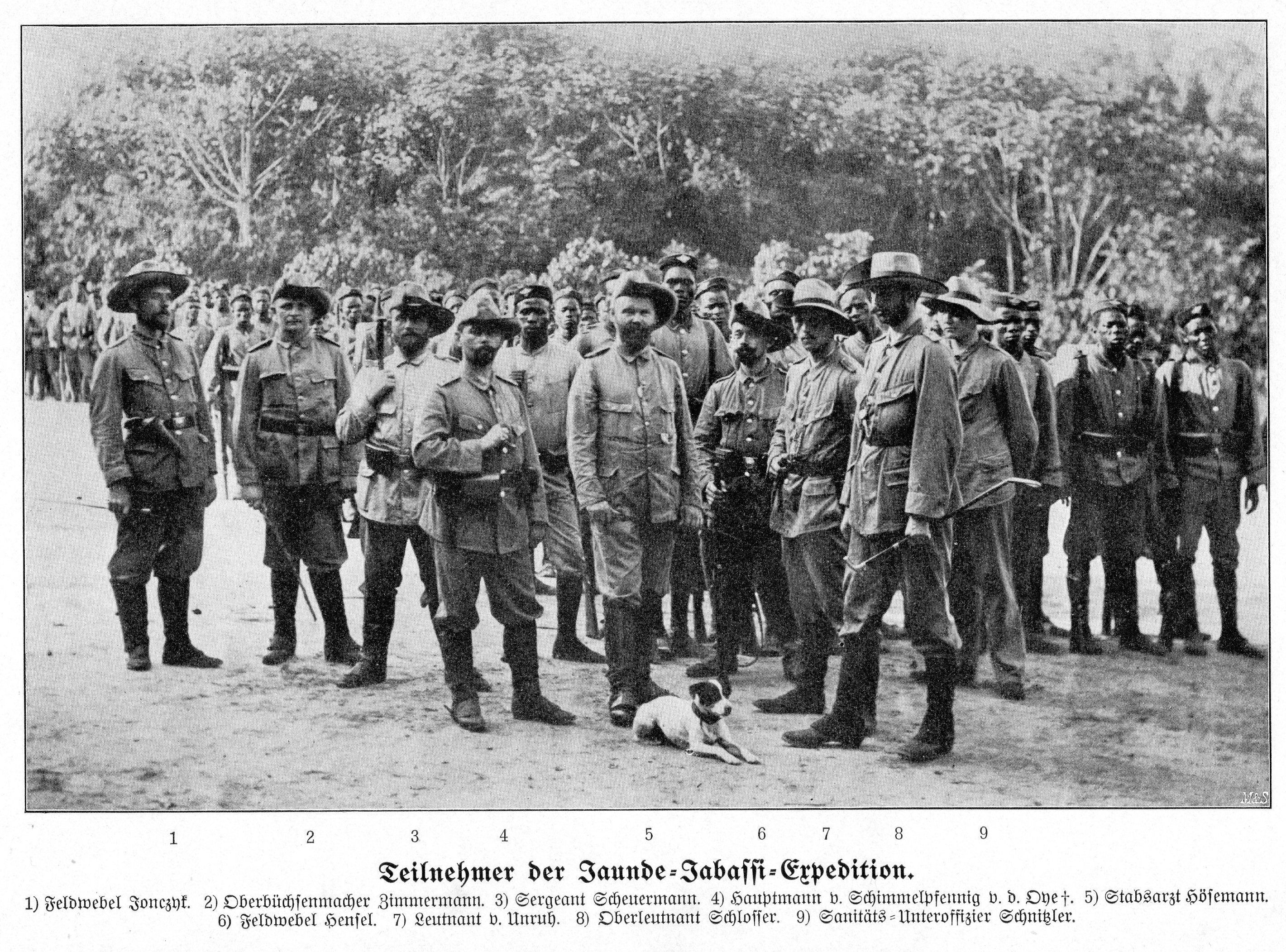
Angehörige der Schutztruppe Kamerun auf der Jaunde-Jabassi-Expedition April bis Juni 1901. Aus: Oscar Zimmermann: Durch Busch und Steppe. Berlin 1909. S. 139.

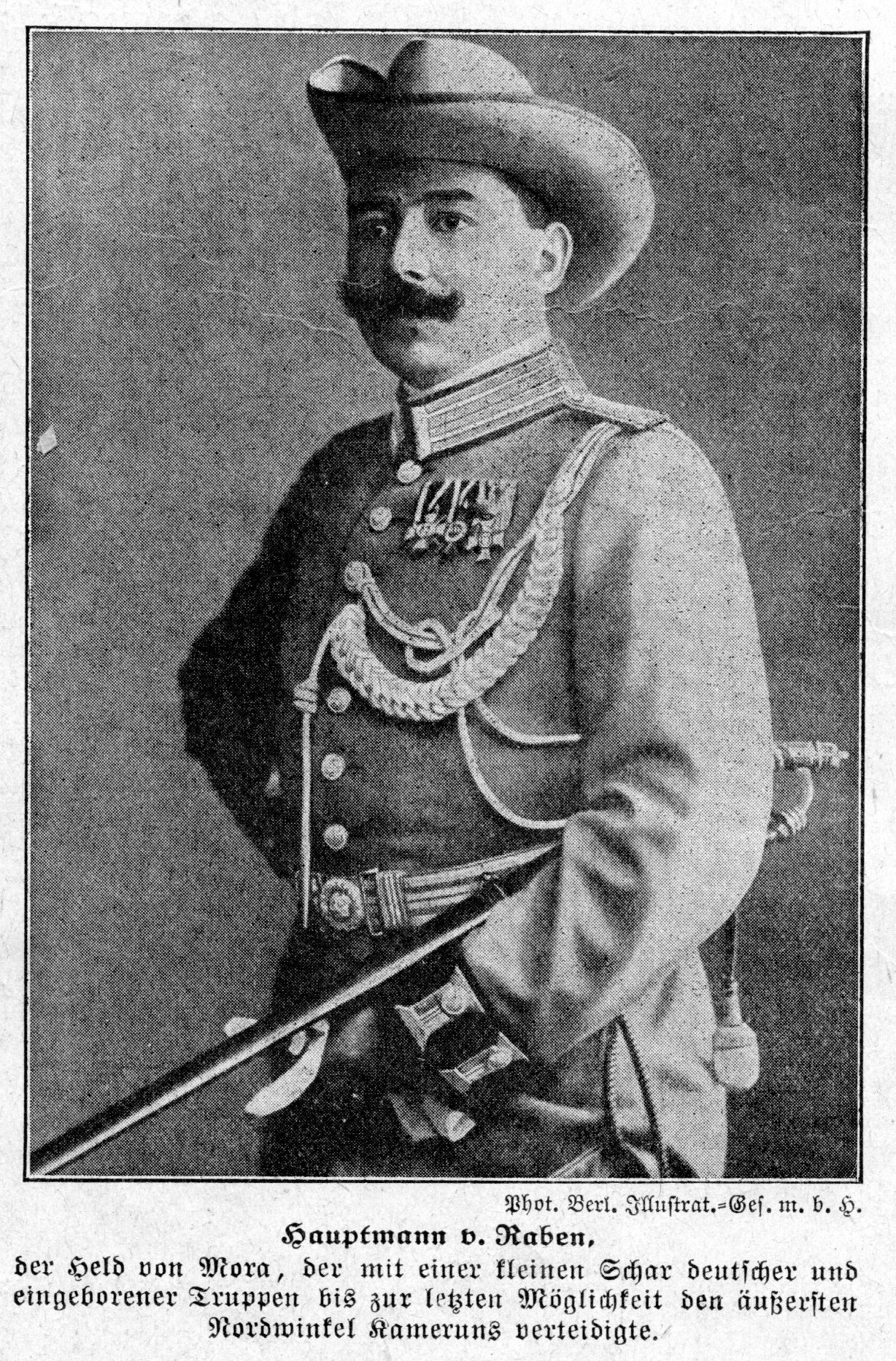
Hauptmann von Raben der Schutztruppe Kamerun

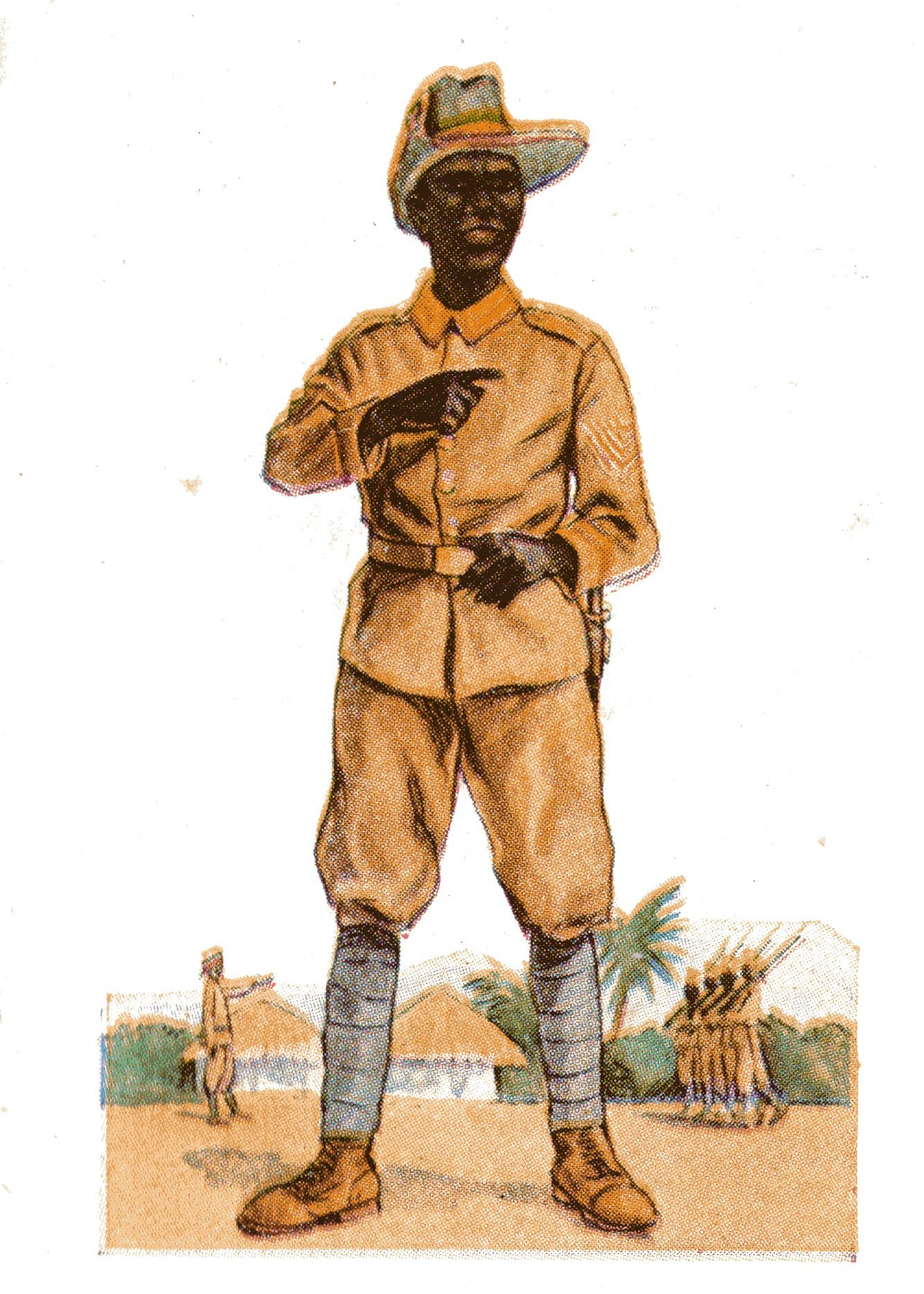
Schutztruppe Kamerun. Feldwebel um 1910

Die Kameruner Schutztruppe ging 1894 im Zuge einer Reorganisation der Streitkräfte nach dem „Dahomé-Aufstand“ aus der drei Jahre zuvor gebildeten Polizeitruppe hervor. Erster Kommandeur war Max von Stetten. Wie in Ostafrika bestand sie auch aus afrikanischen Soldaten, die von deutschen Offizieren und Unteroffizieren geführt wurden. In der Zeit vom 14. bis zum 22. Dezember 1884 wurden Kämpfe mit der einheimischen Bevölkerung geführt, zu denen in der Amtspresse Preußen unter dem Titel Die Kämpfe in Kamerun. (IV. Jahrgang. No. 12. Neueste Mittheilungen. Verantwortlicher Herausgeber: Dr. H. Klee. Berlin, Donnerstag, den 29. Januar 1885) ein ausführlicher Bericht vorhanden ist.
In den zwanzig Jahren ihres Bestehens wurde die Truppe sukzessive vergrößert, zuletzt um zwei Kompanien zur Eingliederung Neukameruns. Bei Ausbruch des Ersten Weltkrieges bestand sie aus zwölf Kompanien.

## Truppenstärke
1913 bestanden die Schutztruppen in Deutsch-Ostafrika aus 410 Deutschen und 2.682 Askari, in Deutsch-Südwestafrika aus 1.967 Deutschen und in Kamerun aus 185 Deutschen und 1.560 Einheimischen.

## Strafrecht
Für die deutschen Angehörigen der Schutztruppen galten die deutschen Militärgesetze und die deutsche Militärdisziplinarstrafordnung. Die Militärstrafgerichtsbarkeit über sie wurde nach der Verordnung vom 26. Juli 1896 durch das Gericht des Oberkommandos der Schutztruppen (Reichskanzler und ein vortragender Rat) und Abteilungsgerichte (Befehlshaber der Abteilung und ein untersuchungsführender Offizier) verwaltet. Das Verfahren war das der deutschen Militärstrafgerichtsordnung vom 1. Dezember 1908.
Für die Mehrzahl der einheimischen Soldaten konnten daneben aber auch Bestimmungen des sogenannten Eingeborenenrechtes angewandt werden, die beispielsweise Prügelstrafe und das Anlegen von Ketten erlaubten.

Oberkommando der Schutztruppen Mauerstraße 45/46

## Aufstellung
- Kommando der Schutztruppen[10] (ab 1897): Berlin – Reichskolonialamt (zentrale Militär-Verwaltungsbehörde)

### Deutsch-Ostafrika
Deutsch-Ostafrika – Kommando Daressalam
- Stärke: 68 Offiziere, 42 Ärzte, 150 deutsche Beamte, Feuerwerker und Unteroffiziere, 2472 afrikanische Soldaten

Details zur Aufstellung der 14 Kompanien vor Beginn des Weltkrieges siehe Hauptartikel Schutztruppe für Deutsch-Ostafrika

### Deutsch-Südwestafrika

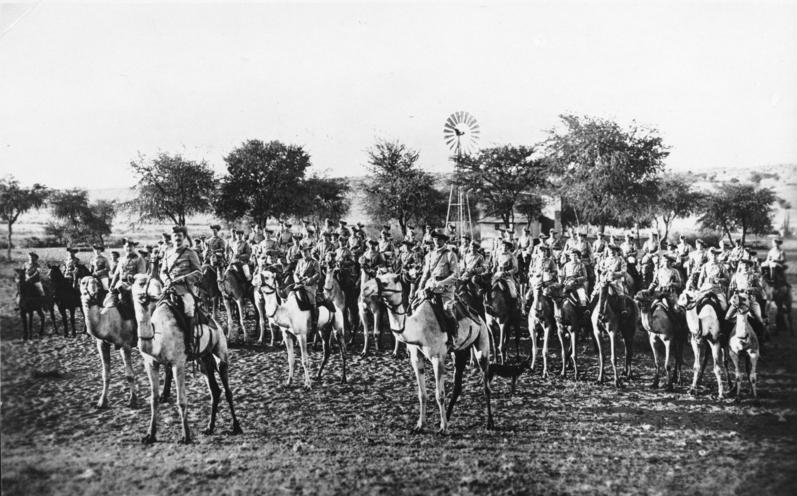
Kamelreiterkompanie, 1904

Schutztruppenangehörige in Swakopmund

Deutsch-Südwestafrika – Kommando Windhuk
- Stärke: 90 Offiziere, 22 Ärzte, 9 Veterinäre, 59 Beamte, Feuerwerker, 342 Unteroffiziere, 1.444 deutsche Soldaten

- Gericht des Kommandos, Intendantur, Sanitätsamt und Vermessungstrupp
- Nordbezirk Kommando: Windhuk
  - 1. Kompanie: Regenstein, Seeis
  - 4. Kompanie (MG): Okanjande
  - 6. Kompanie: Outjo und Otavi
  - 2. Batterie: Johann-Albrechts-Höhe
  - Verkehrszug 1: Karibib
  - Proviantamt: Karibib
  - Pferdedepot: Okawayo
  - Artillerie- und Train-Depot: Windhuk
  - Lazarett: Windhuk
  - Hauptsanitätsdepot: Windhuk
  - Bekleidungsdepot: Windhuk
  - Ortskommandantur: Windhuk
  - Ortskommandantur u. Proviantamt: Swakopmund
- Südbezirk Kommando: Keetmanshoop
  - 2. Kompanie: Ukamas
  - 3. Kompanie: Kanus
  - 5. Kompanie (MG): Chamis und Churutabis
  - 7. und 8 Kompanie: Gochas und Arahoab (Kamelreiter und MG), Lazarett.
  - 1. Batterie: Narubis
  - 3. Batterie: Kranzplatz bei Gibeon
  - Verkehrszug 2: Keetmanshoop
  - Artillerie- und Train-Depot: Keetmanshoop
  - Lazarett- und Sanitätsdepot: Keetmanshoop
  - Bekleidungsdepot: Keetmanshoop
  - Proviantamt: Keetmanshoop
  - Garnisonverwaltung: Keetmanshoop
  - Pferdedepot: Aus
  - Kamelgestüt: Kalkfontein
  - Ortskommandantur u. Proviantamt: Lüderitzbucht

### Kamerun
Kamerun – Kommando Soppo

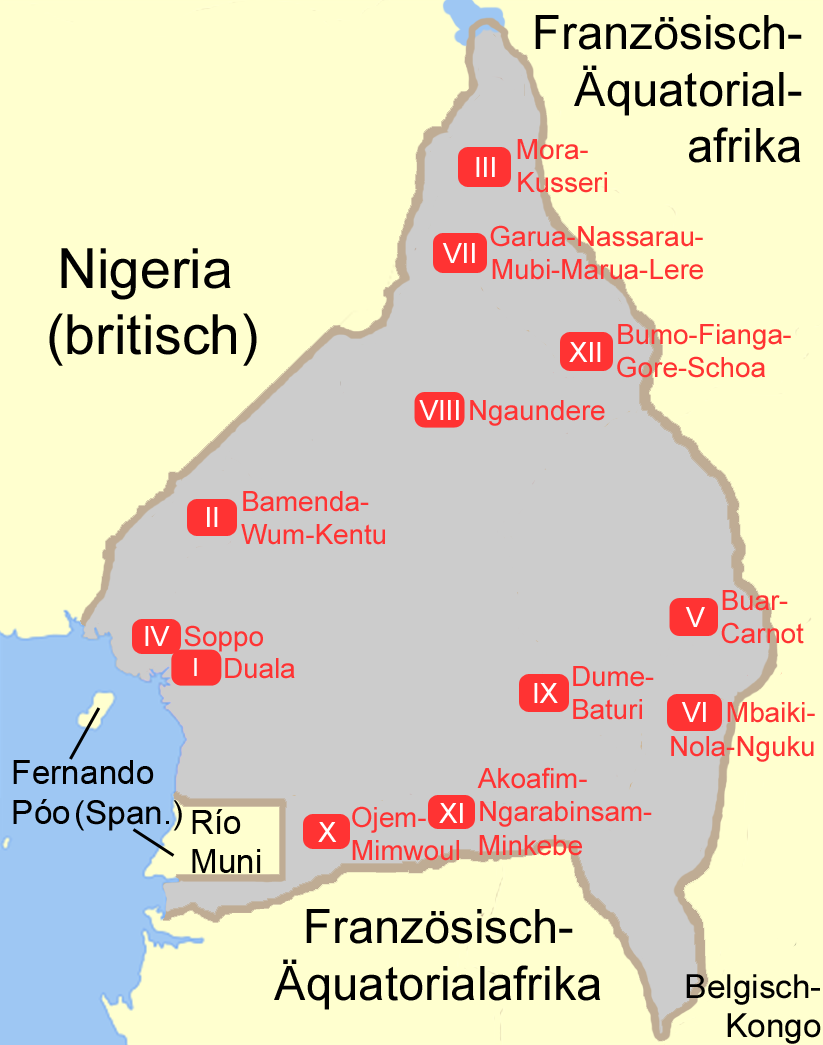
Ungefähre Kompanie-Standorte der Schutztruppe für Kamerun, 1914 (vor dem Ersten Weltkrieg)

- Stärke: 61 Offiziere, 17 Ärzte, 23 Beamte, Feuerwerker, 98 deutsche Unteroffiziere, 1550 afrikanische Soldaten

- 1. Kompanie (Stammkompanie) und Artilleriedetachement: Duala
- 2. Kompanie: Bamenda, Wum und Kentu
- 3. Kompanie: Mora und Kusseri
- 4. Kompanie (Expeditionskompanie): Soppo
- 5. Kompanie: Buar und Carnot
- 6. Kompanie: Mbaïki, Nola und Nguku
- 7. Kompanie: Garua, Nassarau (Nassarao), Mubi, Marua, Lere
- 8. Kompanie: Ngaundere
- 9. Kompanie: Dume und Baturi
- 10. Kompanie: Ojem und Mimwoul
- 11. Kompanie: Akoafim, Ngarabinsam und Minkebe
- 12. Kompanie: Bumo, Fianga, Gore und Schoa

### Kiautschou

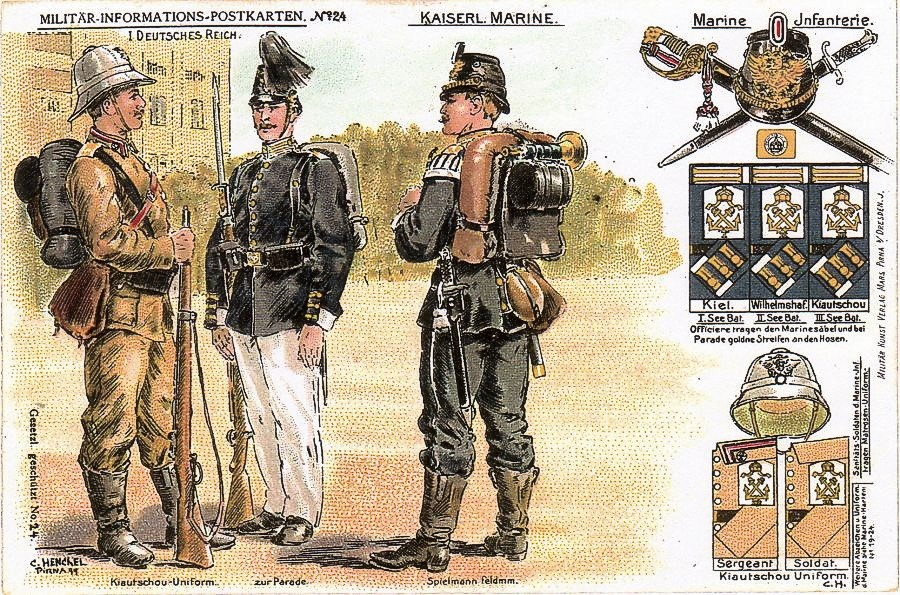
Uniform III. Seebataillon

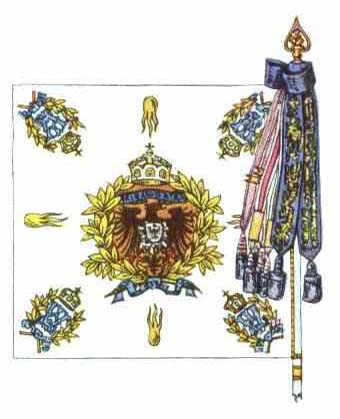
Truppenfahne des III. Seebataillons

Die militärische Formation im Schutzgebiet Kiautschou wurde als „Besatzungstruppe“ bezeichnet. Die Gliederung der Besatzungstruppe mit dem III. Seebataillons unterlag in seiner 17-jährigen Laufbahn zahlreichen Veränderungen, die mit dem Wachstum in Tsingtau und den politischen Ereignissen in China einher gingen.
Kiautschou – Stab des Gouvernements in Tsingtau
- Stärke des III. Seebataillons: 30 Offiziere, 1.299 deutsche Soldaten (1914)[13][14]

Bei Kriegsbeginn 1914 bestand das Bataillon aus folgenden Einheiten:
- vier Marineinfanterie-Kompanien
- eine berittene (5.) Kompanie
- eine Marine-Feldartillerie-Batterie per A.K.O. ab 4. Dezember 1899[16]
- eine Marine-Pionier-Kompanie, ab 1911 per Ranglisten
- eine Maschinengewehr-Kompanie[17]
- ein Musikkorps

Hinzu kam die Matrosenartillerieabteilung Kiautschou mit zuletzt vier Kompanien.
Die Führung der Besatzungstruppe von Kiautschou blieb bis 1914 beim Reichsmarineamt, das einen Gouverneur einsetzte. Nach dem Juye-Vorfall wurde Kiautschou besetzt und mit dem eigens dafür aufgestellten III. Seebataillon militärisch ausgestattet. Teile dieser Formation wurden im Verbund mit dem Ostasiengeschwader unter anderem beim Boxeraufstand eingesetzt. Die Garnison in Tsingtau bestand von 1897 bis 1914.

## Erinnerungskultur

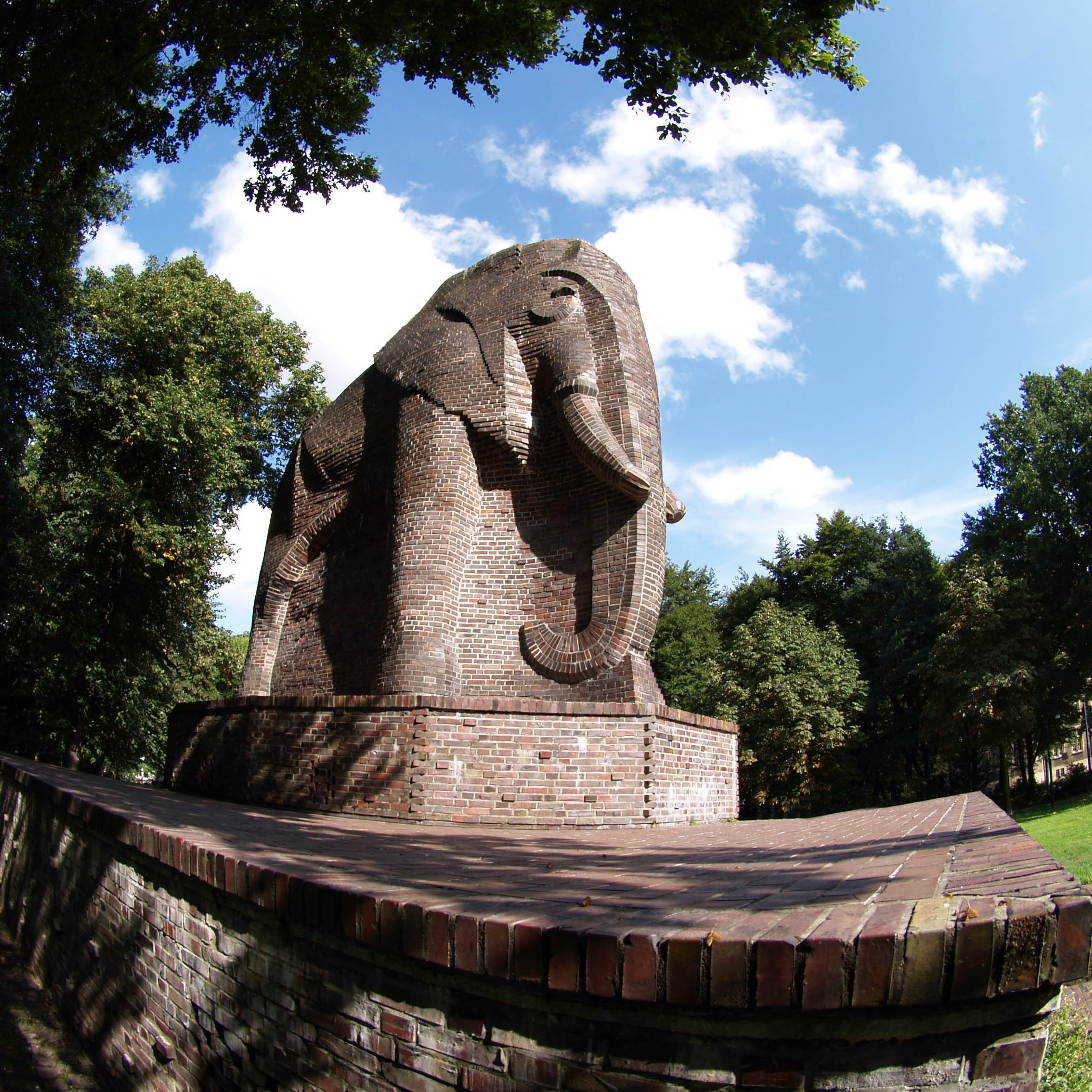
Das heutige Antikolonialdenkmal in Bremen

Der im Ersten Weltkrieg gefallenen Angehörigen der Schutztruppen in den deutschen Kolonien wurde ab 1931 in Bremen in der Form des Reichskolonialehrendenkmals gedacht, das 1989 in das Antikolonialdenkmal umgewidmet wurde. In der Zeit des Nationalsozialismus wurde die Erinnerungskultur weiter forciert, um die kolonialrevisionistische Haltung in Teilen der NS-Anhängerschaft zu nutzen. Seinen Höhepunkt erreichte der Kult um die Schutztruppe im August 1939, als das „Schutztruppen-Ehrenmal“ in Hamburg eingeweiht wurde. Bestrebungen, den Kolonialkrieger-Bund nach dem Zweiten Weltkrieg wiederzubeleben, führten 1955 ebenfalls in Hamburg zur Gründung des „Verbandes ehemaliger Kolonialtruppen“, aus dem der heute noch existierende „Traditionsverband ehemaliger Schutz- und Überseetruppen“ hervorging. 
In der heutigen historischen Forschung wird die Schutztruppe hingegen sehr kritisch beurteilt: Im Hinblick auf ihre Rolle bei der gewaltsamen Unterdrückung von Unabhängigkeitsbestrebungen – bis hin zur Beteiligung am Völkermord – wird der Begriff „Schutztruppe“ als kolonialistischer Euphemismus interpretiert.

## Polizeitruppen

Polizeitruppen in den deutschen Kolonien

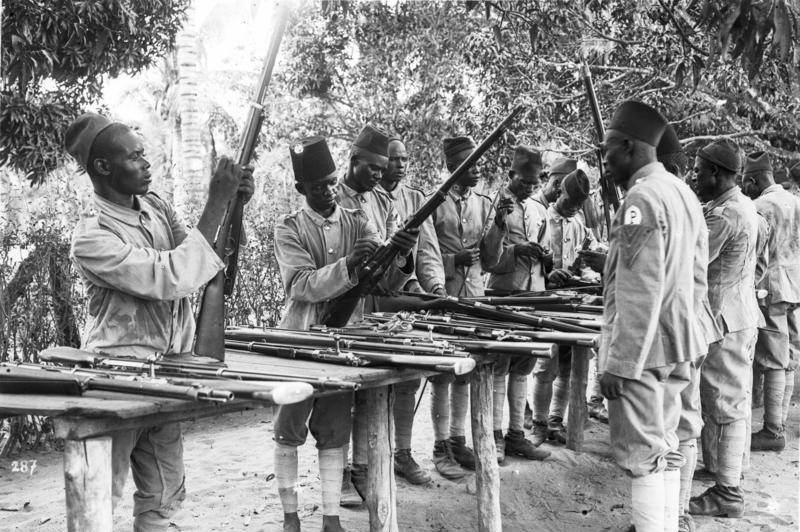
Polizei-Askaris in Deutsch-Ostafrika

In Afrika und in der Südsee waren diese den Zivilbehörden, in Kiautschou dem Gouvernement unterstellt. Sie waren bis zum Ersten Weltkrieg nicht Teil der militärischen Verwaltung. (Bei den Zahlenangaben über Polizeitruppen handelt es sich häufig um Sollstärken.)
Deutsch-Ostafrika
- Stärke: 4 Offiziere, 61 deutsche Wachtmeister, 147 afrikanische Unteroffiziere, 1.863 Askari (ohne so genannte „Knüppel-Askaris“)

Kamerun
- Stärke: 4 Offiziere, 37 Köpfe sonstiges deutsches Personal, 1.255 Mann (ausschließlich Zoll)

Deutsch-Südwestafrika
- Stärke: 7 Offiziere, 9 Köpfe Verwaltung, 68 Polizeiwachtmeister, 432 Polizeiserganten, 50 Vertragspolizisten, außerdem einheimische Polizeidiener

Togo
- Stärke: 2 Offiziere, ? Polizeimeister, 530 afrikanische Soldaten

Deutsch-Neuguinea
- Stärke: 19 deutsche Polizeimeister, 670 einheimische Polizisten in Neuguinea und auf den Inseln; ein einheimischer Polizeimeister

Deutsch-Samoa
- Stärke: 30 Fitafita und 20–25 Landespolizisten. Die Fitafita bestand aus Häuptlingssöhnen und war hauptsächlich für den Ordonnanzdienst, den Dienst als Bootsmannschaft, Hilfspolizist, Ehrenwache und Postbote vorgesehen. Die Landespolizisten waren dagegen für den üblichen Polizeidienst vorgesehen.

Kiautschou
- sog. chinesische Polizei (war Teil der Zivilverwaltung und bestand ausschließlich aus Chinesen)
- Europäischer Stab und 60 Chinesen

Die berittene Landespolizei von Deutsch-Südwestafrika bestand im Gegensatz zu den berittenen Polizeien der anderen Kolonien ausschließlich aus Deutschen.

## Moderne Schutztruppen
Im heutigen Sprachgebrauch bezeichnet der aus der Kolonialzeit stammende Begriff Schutztruppe (meist internationale) Truppen, die in anderen Ländern nach einem Krieg oder Ähnlichem die öffentliche Ordnung und Sicherheit gewährleisten sollen. Beispiele für eine solche Schutztruppe war die ISAF in Afghanistan oder ist die KFOR im Kosovo.

## Film und Fernsehen
- Die Reiter von Deutsch-Ostafrika, 1934
- Alarm in Peking, 1937
- Ehrenhäuptling der Watubas, 1974
- Omaruru, 1976/77
- Morenga, 1985